# Maokamatshwane
Maokamatshwane är ett periodiskt vattendrag i Botswana. Det ligger i distriktet South-East, i den sydöstra delen av landet, 40 km söder om huvudstaden Gaborone.
Omgivningarna runt Maokamatshwane är huvudsakligen savann. Trakten runt Maokamatshwane är nära nog obefolkad, med mindre än två invånare per kvadratkilometer.